# Anlamani
Anlamani (auch Analamani) war ein nubischer König, der um 600 v. Chr. regierte.

## Belege

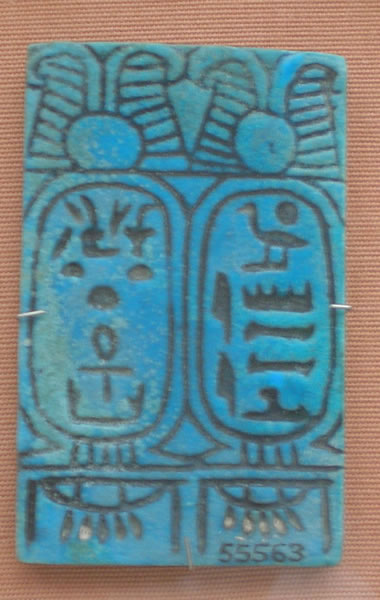
Kartuschen des Anlamani, aus Nuri, Britisches Museum

Anlamani ist vor allem von einer Stele bekannt, die in einem Tempel in Kawa gefunden wurde. Auf dieser Stele berichtet der Herrscher, dass er Kawa besucht habe und seine Mutter Nasalsa auch dorthin gekommen sei, um ihren Sohn zu sehen. Anlamani habe seine Schwester als Sistrumspielerin in den Amuntempeln des Landes eingesetzt (sie wird nicht mit Namen genannt, es wird aber Malotarachta vermutet) und er berichtet schließlich von Kämpfen gegen Nomaden, die Kawa bedrohten.
Des Weiteren sind zwei Granitstatuen des Herrschers vom Berg Barkal bekannt und es fand sich sein Name auf einem Block aus Meroe. Anlamani wurde in einer Pyramide Nu 6 in Nuri bestattet. In seiner Grabkammer stand ein großer, mit religiösen Texten dekorierter Sarkophag (heute: Khartum Nationalmuseum Sudan 1868).

## Titel
- Horusname: Kanacht Chaemmaat
- Nebti-Name: Seanchibtaui
- Goldname: Heribmaat